# John McIntire
John McIntire (Spokane, 27 de junho de 1907 — Pasadena, 30 de janeiro de 1991) foi um ator americano.

## Inicio
Nasceu em Spokane no leste de Washington, mas foi criado em Montana, crescendo com fazendeiros e vaqueiros, que acabaria por inspirar suas performances em dezenas de westerns mais tarde na vida. Formou-se na Universidade da Califórnia do Sul e começou a atuar em rádio e teatro.

## Morte
John McIntire morreu de enfisema e câncer de pulmão em Pasadena, Califórnia, em 1991.

## Filmografia parcial
- The Hucksters (1947)
- Call Northside 777 (1948)
- Black Bart (1948)
- The Street with No Name (1948)
- Command Decision (1948)
- An Act of Murder (1948)
- Down to the Sea in Ships (1949)
- Scene of the Crime (1949)
- Ambush (1950)
- Francis (1950)
- No Sad Songs for Me (1950)
- Shadow on the Wall (1950)
- The Asphalt Jungle (1950)
- Winchester '73 (1950)
- Walk Softly, Stranger (1950)
- The Raging Tide (1951)
- You're in the Navy Now (1951)
- That's My Boy (1951)
- Westward the Women (1951)
- The World in His Arms (1952)
- The President's Lady (1953)
- A Lion Is in the Streets (1953)
- The Lawless Breed (1953)
- War Arrow (1953)
- The Mississippi Gambler (1953)
- Apache (1954)

| - The Far Country (1955) - The Scarlet Coat (1955) - The Kentuckian (1955) - The Phenix City Story (1955) - Backlash (1956) - World in My Corner, (1956) - The Tin Star (1957) - The Mark of the Hawk (1957) - The Gunfight at Dodge City (1959) - Who Was That Lady? (1960) - Psycho (1960) - Elmer Gantry (1960) com Burt Lancaster - Seven Ways from Sundown (1960) - Flaming Star (1960) com Elvis Presley - Two Rode Together (1961) com James Stewart e Richard Widmark - Summer and Smoke (1961) - Rough Night in Jericho (1967) - Herbie Rides Again (1974) - Rooster Cogburn (1975) - The Rescuers (1977) (voz) - The Fox and the Hound (1981) (voz) - Honkytonk Man (1982) - Cloak & Dagger (1984), - Turner & Hooch (1989) |